# United States Basketball League
Die United States Basketball League (USBL) war eine professionelle Basketballliga in den Vereinigten Staaten. Die Liga wurde 1985 gegründet und führte bis zu ihrer Auflösung 2008 jährlich eine Meisterschaft aus, mit Ausnahme der Saison 1989. Letzter Meister waren die Kansas Cagerz, die im Juli 2007 das Finale gewannen.

## Ligaregeln
Für den Verlauf eines Spiels gelten die gleichen Regeln wie die der NBA. Dazu kommen einige Bestimmungen wie z. B.:
- Die United States Basketball League läuft vom späten April bis zum späten Juni, damit sich die Summerleagues (wie. z. B. die der NBA) nicht zeitlich mit dem Saisonverlauf der USBL decken.
- Jedes Team muss mindestens zwei Rookies (Neulinge) in seinen Reihen haben.
- Jährlich findet ein Draft für Nachwuchstalente statt

## Teams der Saison 2007
Ursprünglich begann die USBL mit zehn Teams, die in zwei Divisions, zu je fünf Mannschaften aufgeteilt wurden. Doch mit dem Ausfall der New Jersey Meteors, Delaware Stars und Jackson Wildcats (und dem kurzzeitigen Ausfall der Long Island PrimeTime) wurde die Liga in eine einzige Division eingeteilt.
Nur sechs Vereine beendeten die Saison 2007:
- Brooklyn Kings
- Dodge City Legend
- Gary Steelheads
- Kansas Cagerz
- Long Island PrimeTime
- Oklahoma Storm

## USBL Champions
- Year Champion, score Runner-up, score
- 1985: Springfield Fame (19-6), Won regular season, No Playoffs
- 1986: Tampa Bay Flash (22-8), Won regular season, No Playoffs
- 1987: Miami Tropics 103 Rhode Island Gulls 99
- 1988: New Haven Skyhawks 134 Palm Beach Stingrays 126
- 1989: USBL Suspended Operations
- 1990: Jacksonville Hooters (15-1) Won regular season, No Playoffs
- 1991: Philadelphia Spirit 110 Miami Tropics 108
- 1992: Miami Tropics 116 Philadelphia Spirit 114
- 1993: Miami Tropics 139 Westchester Stallions 127
- 1994: Jacksonville Hooters 117 Atlanta Trojans 109
- 1995: Florida Sharks 109 Atlanta Trojans 104
- 1996: Florida Sharks 118 Atlantic City Seagulls 115
- 1997: Atlantic City Seagulls 114 Long Island Surf 112
- 1998: Atlantic City Seagulls 100 Long Island Surf 96
- 1999: Atlantic City Seagulls 83 Connecticut Skyhawks 77
- 2000: Dodge City Legend 89 Oklahoma Storm 86
- 2001: Pennsylvania ValleyDawgs 100 Dodge City Legend 91
- 2002: Oklahoma Storm 122 Kansas Cagerz 109
- 2003: Dodge City Legend 97 Pennsylvania ValleyDawgs 96
- 2004: Pennsylvania ValleyDawgs 118 Brooklyn Kings 116
- 2005: Dodge City Legend 97 Kansas Cagerz 84
- 2006: Nebraska Cranes 100 Dodge City Legend 92
- 2007: Kansas Cagerz 95 Brooklyn Kings 92

## Spieler die von der USBL in die NBA wechselten
- Michael Adams
- Darrell Armstrong
- Raja Bell
- Manute Bol
- Mike James
- Spud Webb
- John Williams